# Cheret-waret
Cheret-waret ist die Bezeichnung eines altägyptischen Dekans, der zum altägyptischen Sternbild Sah gehörte, welches in vielen Särgen auf den Diagonalsternuhren sowie beispielsweise auch im Grab des Senenmut abgebildet ist. 
Das auffälligste Himmelsobjekt ist hierbei der äußere Gürtelstern Alnitak im Sternbild Orion, ein Blauer Riese.
In den Dekanlisten der Sethos-Schrift repräsentierte Cheret-waret am Leib der Nut den 33. Dekan. Der heliakische Aufgang war für den 26. Peret III angesetzt und hatte als Datierungsgrundlage die verfügte Anordnung unter Sesostris III. (12. Dynastie) in dessen siebtem Regierungsjahr. 